# NGC 895
NGC 895 је спирална галаксија у сазвежђу Кит која се налази на NGC листи објеката дубоког неба.
Деклинација објекта је - 5° 31' 16" а ректасцензија 2h 21m 36,5s. Привидна величина (магнитуда) објекта NGC 895 износи 11,7 а фотографска магнитуда 12,4. Налази се на удаљености од 29,170 милиона парсека од Сунца. NGC 895 је још познат и под ознакама MCG -1-7-2, IRAS 02191-0544, PGC 8974.